# Heterarthrus flavicollis
Heterarthrus flavicollis är en stekelart som först beskrevs av Gussakovskij 1947.  Heterarthrus flavicollis ingår i släktet Heterarthrus, och familjen bladsteklar. Arten är reproducerande i Sverige.